# Palladium (roman)
Pour les articles homonymes, voir Palladium (homonymie).
Palladium est le premier roman de Boris Razon, paru le 21 août 2013 aux éditions Stock. Il s'agit d'un roman autobiographique.

## Titre
L'auteur rappelle en début de livre les sens du titre. Palladium /pa.la.djom/ masculin singulier : 
1. Mot emprunté du latin et dérivé du grec, et qui, par allusion à une statue protectrice de Pallas, désigne ce qu'un peuple considère comme assurant sa durée.
2. (Figuré) Tout ce qui permet à une chose de rester conservée.

## Sujet
Au retour d'un voyage en Grèce, l'auteur sent son corps s'affaiblir, il tente de croire que ce n'est que de l'hypocondrie mais bientôt, il se retrouve paralysé, prisonnier de son corps. On soupçonne alors une forme atypique du syndrome de Guillain-Barré.

## Personnages

### Personnage principal
Le personnage principal, l´auteur et le narrateur (en même temps) : Boris Razon, journaliste , un homme de vingt-neuf ans heureux, qui aime la vie, fumer, qui aime surtout sa femme, qui a l'avenir devant lui (au début de l´histoire en tout cas). Il a de grands projets pour l'avenir, il veut un enfant, écrit un livre, veut aller plus loin. Initialement, il ne croit pas avoir un réel problème de santé du fait qu´il est hypocondriaque. Mais plus les syndromes le harcèlent, moins il a d´espoirs d´échapper à ce mal inconnu. Pourtant, il veut se battre contre ce syndrome, pour sa femme, pour sa famille. Il veut vivre.
Sa famille, ses amis l´aiment et le soutiennent de leur mieux, et le personnage principal le sait très bien, malgré son état de santé et de conscience précaire. Il sait qu´ils sont là pour lui et qu´il n'est pas seul. Mais personne ne peut le sortir de l´aventure intérieure qu´il vit .

### Autres personnages
Caroline : La femme de Boris Razon, avocate. Elle aime son mari et ne croit pas d´abord, elle non plus, à ces syndromes. Mais peu à peu elle commence à s´inquiéter ; le coup final (la paralysie) la dévaste. Elle vient souvent voir son mari à l´hôpital, elle pleure beaucoup. Elle aussi a des projets, avoir un enfant par exemple.
Mme Razon : La mère de B. Razon. Elle aussi fait de son mieux pour soutenir son fils, et lorsqu'elle le visite, elle lui chante des chansons pour l´apaiser (sans énormément de succès). Elle l'aime, elle aussi.
M. Razon : Le père de B. Razon. Il a les deux pieds sur terre et aide son fils à sa façon, par exemple en lui communiquant la date et l´heure lorsqu'il n´a plus de notion du temps.
Le maître des artifices : Un personnage imaginé dans l'inconscient du narrateur, qui le suit dans ses rêves et qui ne le relâche plus.

## Prix
Le roman a été retenu dans les première et deuxième listes en lice pour le prix Goncourt 2013.